# Canossasäule

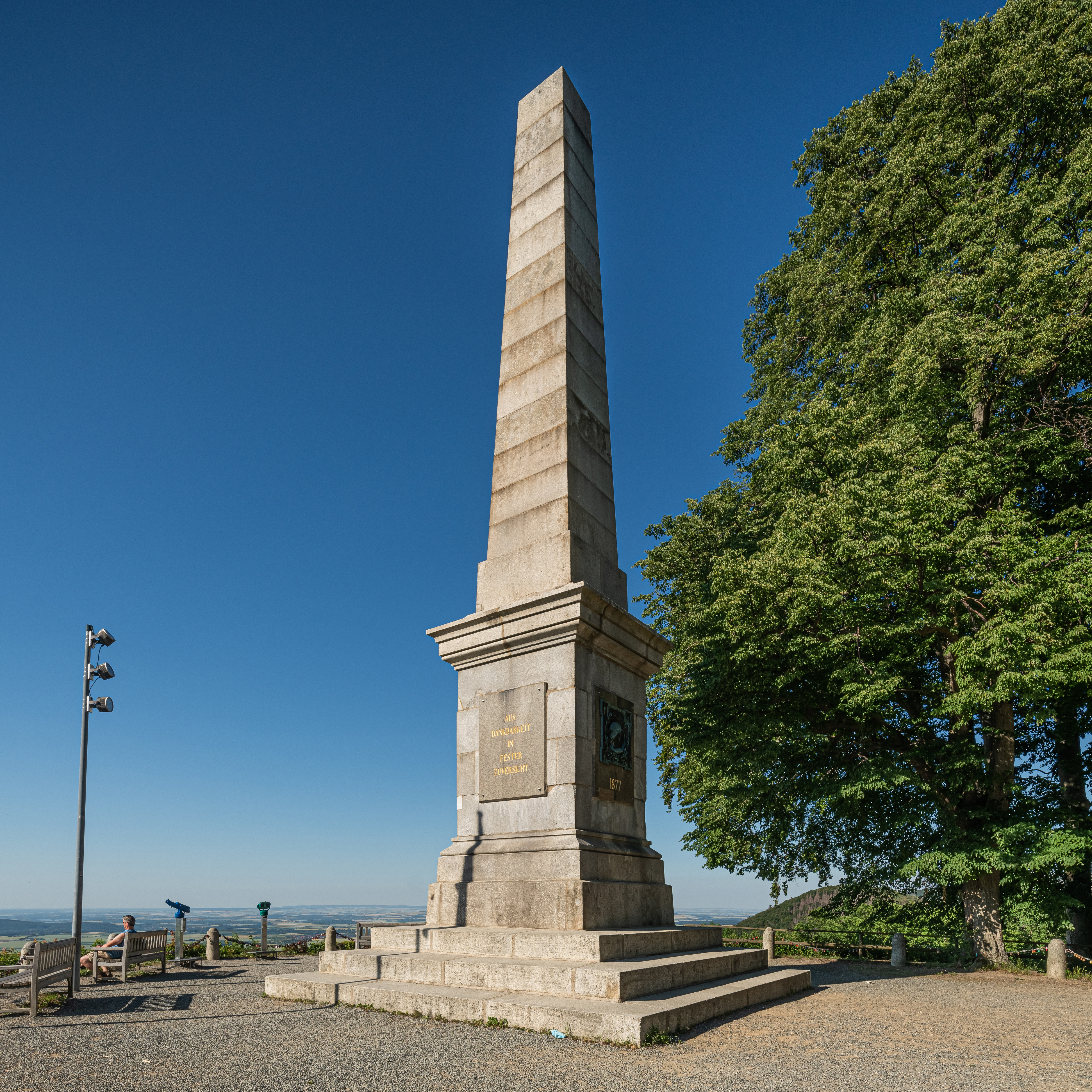
Canossasäule mit Bismarck-Porträt

Die Canossasäule ist ein Denkmal auf dem Großen Burgberg südlich oberhalb der Kernstadt von Bad Harzburg im niedersächsischen Landkreis Goslar. Sie steht auf der Gipfelregion auf 482,8 m ü. NN Höhe inmitten einer Aussichtsfläche, die einen weiten Blick auf die Stadt und das Umland bietet.

## Beschreibung

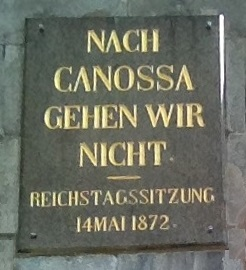
Inschrifttafel

Das 19 m hohe Denkmal ist ein unverzierter Obelisk aus sich verjüngenden Quadern auf einem hohen Postament. Dieses ist mit einem breiten Gesims bekrönt; seine Basis steht auf einer dreistufigen quadratischen Treppenanlage. An der Vorderseite des Postaments ist eine Bronzetafel mit dem lorbeerumkränzten Profilbild Otto von Bismarcks angebracht, darunter die Jahreszahl 1877. Die Rückseite trägt eine Steintafel mit der Aufschrift:
NACH CANOSSA GEHEN WIR NICHT — REICHSTAGSSITZUNG 14 MAI 1872.
Die Säule wird bei Dunkelheit angestrahlt.

## Geschichte

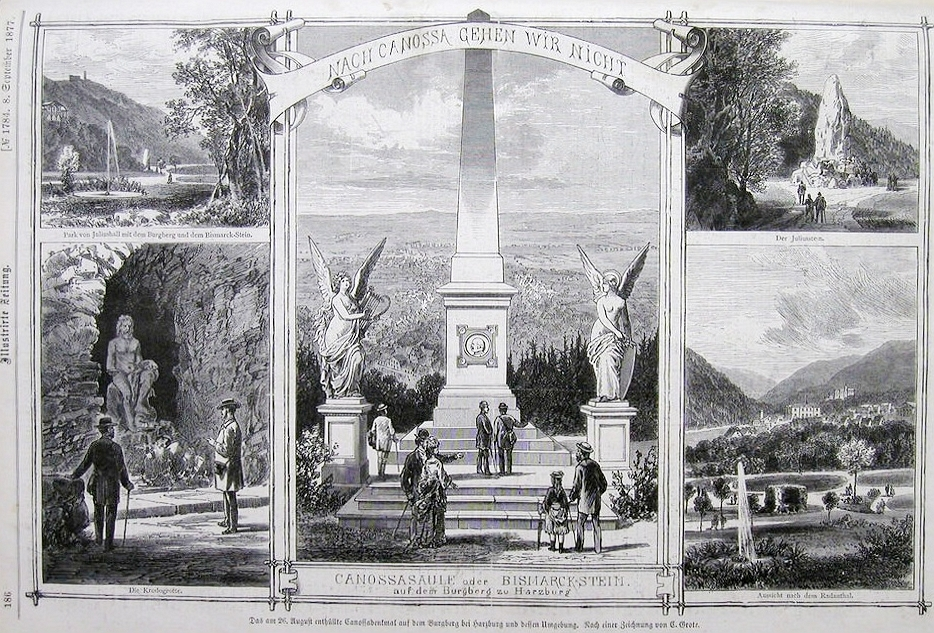
Zeichnung der Canossasäule, Illustrirte Zeitung, 8. September 1877

Im April 1872 wurde auf Vorschlag Bismarcks der deutsche Kurienkardinal Gustav Adolf zu Hohenlohe-Schillingsfürst zum Gesandten des jungen deutschen Kaiserreichs beim Heiligen Stuhl ernannt. Papst Pius IX. verweigerte jedoch seine Zustimmung, weil Hohenlohe-Schillingsfürst beim Ersten Vatikanischen Konzil zu den Opponenten gegen das Unfehlbarkeitsdogma gehört hatte. Während der erregten Debatte darüber im Reichstag am 14. Mai 1872 zog Bismarck seine später zum geflügelten Wort und zur Denkmalsinschrift gewordene rhetorische Parallele mit dem Canossa-Gang, der – wirklichen oder taktischen – Selbstdemütigung König Heinrichs IV. vor Papst Gregor VII. im Januar 1077. Die Verstimmung wurde einer der Auslöser des Bismarckschen „Kulturkampfs“ um die Stellung und die Rechte der katholischen Kirche im neuen, preußisch-protestantisch dominierten, kleindeutschen Reich.
Mitten in die heftigste Phase des Kulturkampfs fiel der 800. Jahrestag von Canossa, und im protestantischen Bürgertum entstand der Plan eines Denkmals mit aktuellem Bezug. Als Ort wurde die Ruine der Harzburg gewählt, die von Heinrich IV. als Kaiserfestung erbaut worden war. Die Gestaltung sollte die Erinnerung an den historischen Jahrestag mit der Funktion eines Bismarckdenkmals verbinden.
Zu den engagiertesten Förderern des Denkmals gehörte der Harzburger Bergwerksdirektor Wilhelm Castendyck. Das Bismarckrelief wurde von Wilhelm Engelhard entworfen. Die feierliche Enthüllung erfolgte am 26. August 1877. Zwei flankierende Walkürenfiguren fügte Engelhard 1883 hinzu; sie waren schon vor Beginn des Ersten Weltkriegs verwittert und mussten beseitigt werden.
Als in Bündheim 1880 die erste nachreformatorische katholische Kirche der Region geweiht wurde, erhielt sie den Namen von Heinrichs Gegenspieler im Investiturstreit Papst Gregor VII.
Theodor Fontane nahm in seinem Roman Cécile (1886) wie auch in privaten Briefen Bezug auf das Bismarckzitat und die Bad Harzburger Canossasäule.
Im April und Mai 2018 wurde die Canossasäule für 30.000 € saniert, wobei die Inschriften eine Vergoldung erhielten und die Kosten aus privaten Spenden gedeckt wurden.